# Мамулино
Маму́лино — микрорайон в Пролетарском районе города Твери, бывшая деревня.

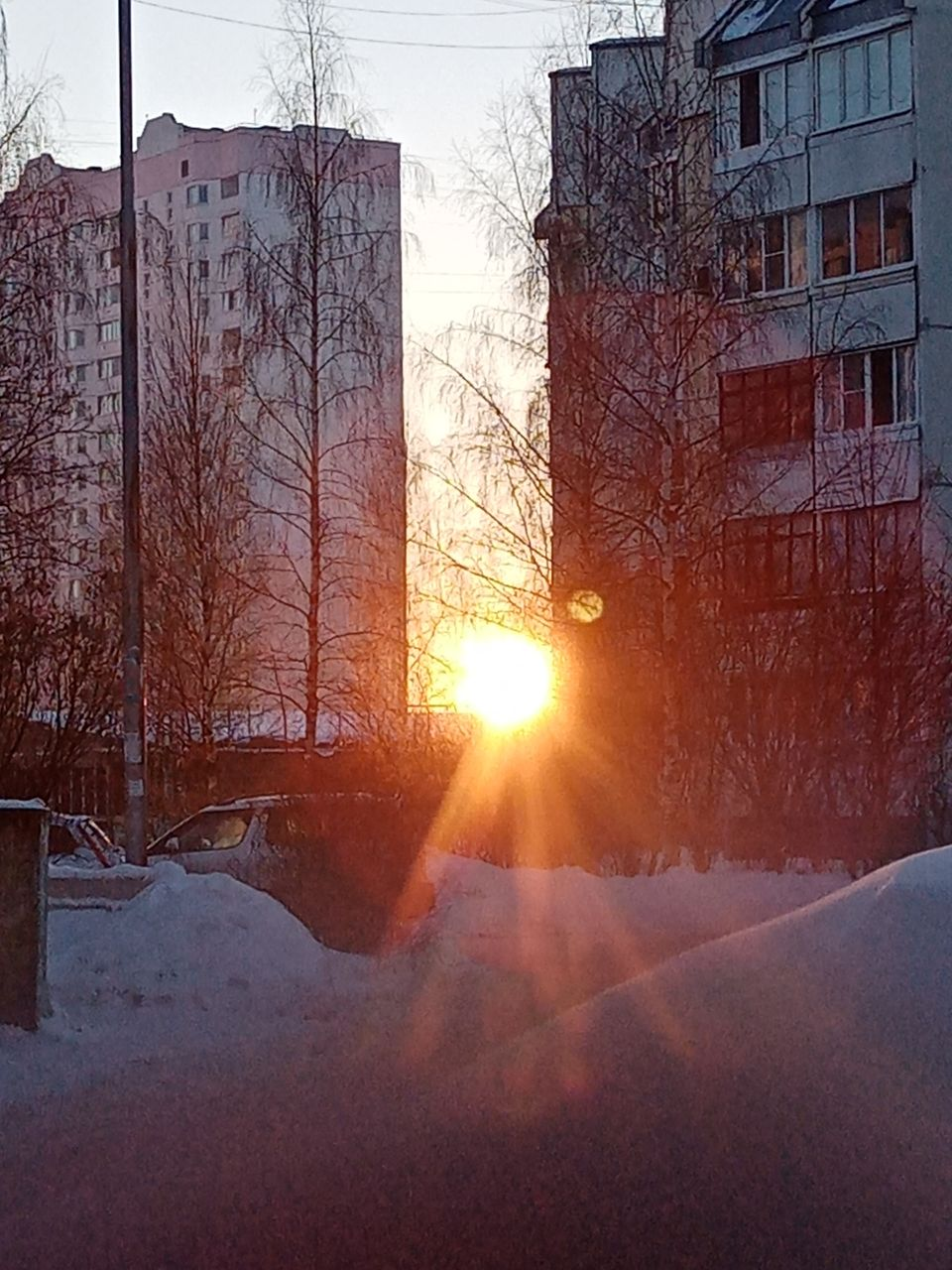
Жилые здания микрорайона Мамулино на закате зимой

Название деревни предположительно происходит от прозвища «Мамуля» — ротозей, растяпа.
К ранним упоминаниям деревни «Мамулино» можно отнести Перепись 1710 года, где имеется следующее: «вотчины Желтикова монастыря деревни Мамулина». Также упоминается деревня Мамулино Тверской губернии Тверского уезда в списках населенных мест Тверской губернии за 1859 год. В деревне насчитывается 25 дворов, 96 жителей мужского пола, 90 жителей женского пола.
Крупное строительство развернулось в мае 1993 года. Спустя чуть больше двух лет на месте бывшего пустыря у деревни Мамулино появился современный микрорайон, сооружённый в рамках межправительственного договора между Германией и Россией о строительстве жилья для российских военнослужащих, покинувших немецкую землю — где они проходили службу в составе Группы советских войск в Германии. На выделенные немецкой стороной 8 миллиардов марок построили более двух тысяч квартир, школу, два детских сада, спортивный комплекс, клуб, комбинат бытового обслуживания. В работах по возведению микрорайона, кроме российских и немецких рабочих, принимали участие австрийцы, словаки и корейцы. В микрорайоне расположена военная поликлиника, которая входит в состав Тверской военный госпиталь.
Одна из улиц городка названа в честь Героя Российской Федерации Ильи Касьянова, жившего в Мамулино. На доме установлена мемориальная табличка.
В Мамулино жил и в 2002 году был смертельно ранен в собственном доме  известный российский поэт и бард Михаил Круг.
20 июля 2010 года на территории 9 га началось строительство новой части микрорайона. под условным названием Мамулино-2. Застройка ведется компанией СУ-155. Общая площадь микрорайона составит 105 тыс. м2 жилья. На его территории также будет построена школа на 490 учеников, детский сад на 220 мест, различные магазины, торговые центры и спортклуб. Общий объём инвестиций в проект составляет 3,8 млрд рублей.
В IV квартале 2013 года ГК «СУ-155» на территории 6 га приступило к реализации микрорайона Мамулино-3, включающего шесть 17-ти этажных домов серии ИП-46С. Общая площадь микрорайона должна была составит 80 тыс. м2, население — 2,9 тысяч человек. Сдача первых трех домов микрорайона была запланирована на II квартал 2014 года, объём инвестиций в строительство составил 2,5 млрд рублей. Кроме жилых корпусов, в микрорайоне будут построены школа на 850 учащихся и детский сад на 190 мест. В связи с банкротством застройщика, к середине 2015 года возведение домов было приостановлено. Достройка трех 17-ти этажных домов началась в 2016 году после санации «СУ-155» банком «Российский капитал».
В 2017 году началось возведение микрорайона Мамулино-4. Проект предполагает строительство нескольких монолитных зданий переменной этажности от 12 до 17 этажей. Микрорайон расположится на участке 6 га, общая площадь жилых зданий составит 105 тыс. м2, инвестиции в строительство — 3 млрд рублей.
В Мамулино находится школа № 52
Интересный факт: у Мамулино есть два «брата-близнеца» в плане застройки - посёлки Новосмолинский и Мулино.